# Vernonia moreliana
Vernonia moreliana là một loài thực vật có hoa trong họ Cúc. Loài này được Gleason miêu tả khoa học đầu tiên.